# 東城村 (新潟県)
東城村（とうじょうむら）は、かつて新潟県刈羽郡にあった村。

## 沿革
- 1889年（明治22年）4月1日 - 町村制施行に伴い刈羽郡新屋敷村、大塚村、赤田町方村、赤田北方村が合併し、東城村が発足。
- 1901年（明治34年）11月1日 - 村域を二分割し、次のように近隣自治体と合併して消滅。
  - 大字赤田町方・赤田北方 → 刈羽郡吉井村、油田村、曽地村と合併し中通村を設置
  - 大字新屋敷・大塚 → 刈羽郡刈羽村、勝山村と合併し刈羽村を新設
- 1956年（昭和31年）9月30日 - 中通村が三分割された際、旧村域の大字赤田町方・赤田北方は刈羽郡刈羽村に編入。